# Bahnhof Rosenburg
Der Bahnhof Rosenburg ist ein Durchgangsbahnhof der Kamptalbahn im Ort Rosenburg in der Gemeinde Rosenburg-Mold in Niederösterreich. Er wird wie auch die Kamptalbahn von den Österreichischen Bundesbahnen betrieben.

## Bahnhof

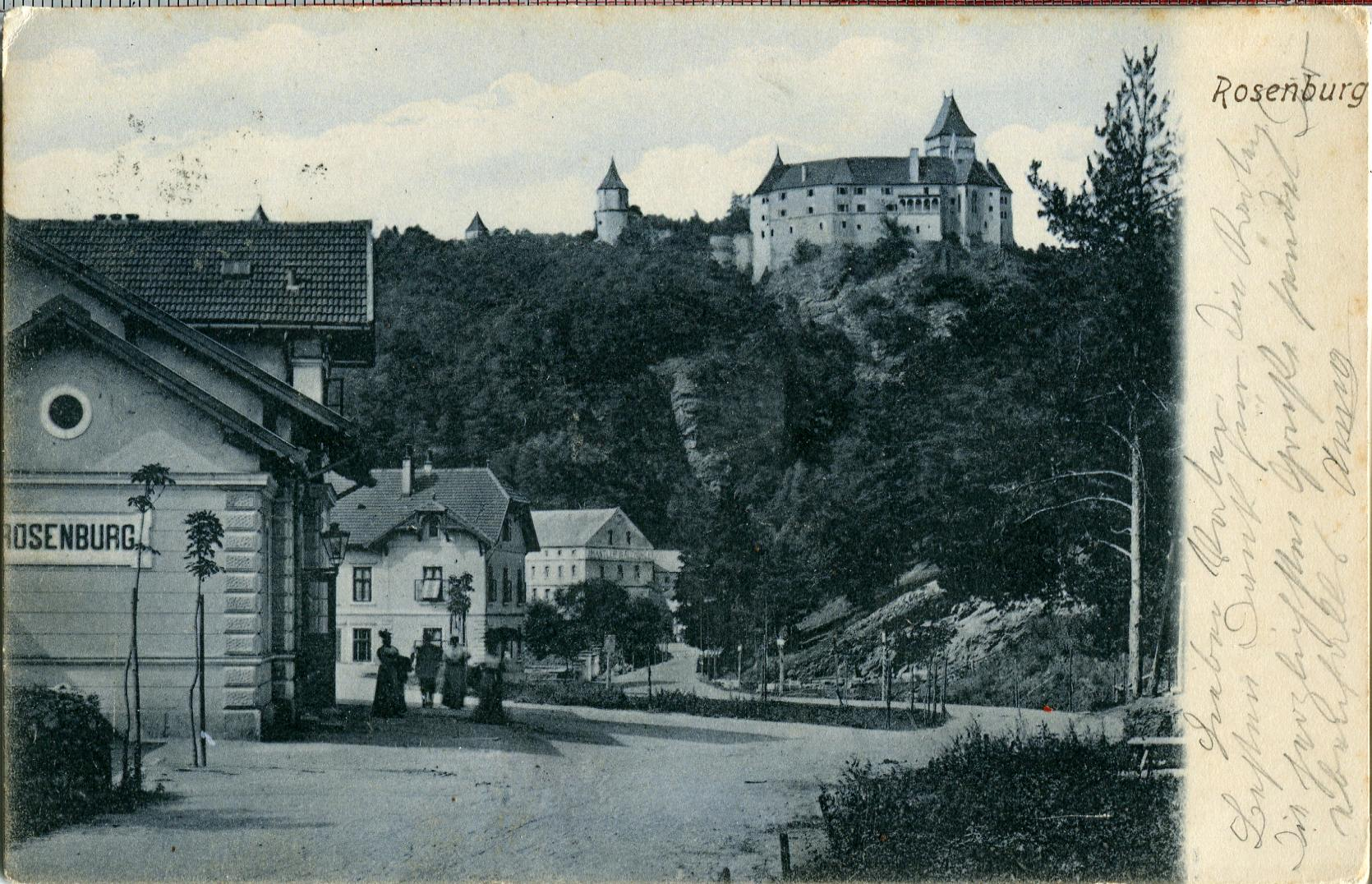
Bahnhof Rosenburg, um 1900

Das Bahnhofsgebäude wurde 1888/89 im Zuge des Baues der Kamptalbahn errichtet. Der Bahnhof ist seit 24. September 1983 eine unbesetzte Haltestelle, die bis Herbst 2023 vom Zugleitbahnhof Horn betreut wurde. Seither wird die Haltestelle wie die gesamte Kamptalbahn aus der Betriebsleitzentrale in Wien ferngesteuert. Im Bahnhofsgebäude befinden sich Warte- und Sanitärräume. Neben dem Aufnahmsgebäude befindet sich ein kostenloser Park&Ride-Platz.
Am Bahnhofsvorplatz befindet sich eine Bushaltestelle, die von der Linie 895 (Horn-St. Leonhard am Hornerwald) des Verkehrsverbundes Ost-Region (VOR)  angefahren wird. Hier halten gegebenenfalls auch Schienenersatzverkehre.

## Geschichte

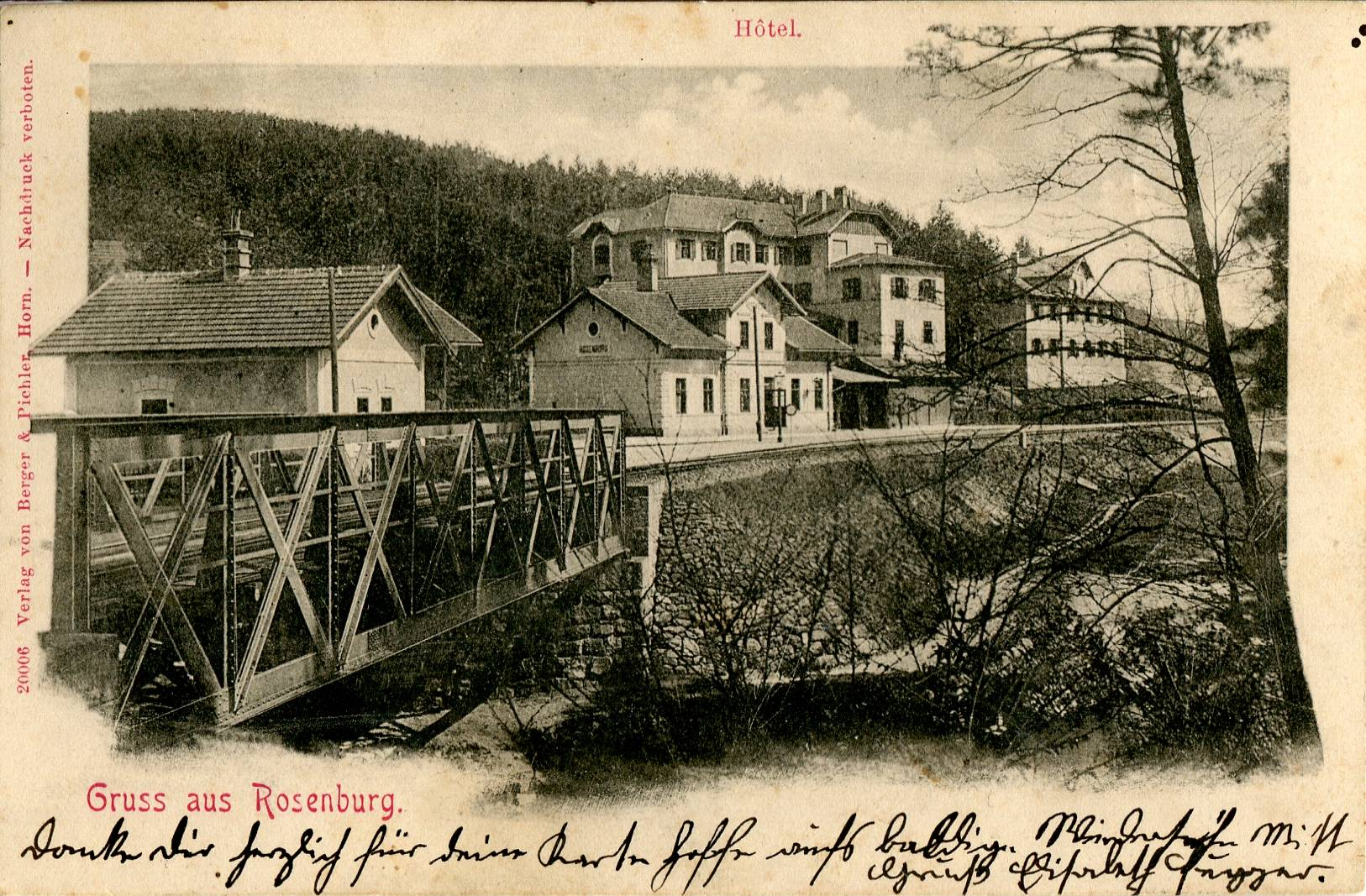
Bahnhof Rosenburg im Kamptal mit Eisenbahnbrücke über die Taffa, um 1900.

Nach Errichtung der 1889 eröffneten Kamptalbahn entwickelte sich Rosenburg mit seinem Renaissance-Schloss zu einem  bedeutenden Sommerfrische-Orte im Kamptal. Neben dem Personenverkehr kam dem Bahnhof auch eine besondere Bedeutung als Güterbahnhof zu, da sich in Rosenburg zwei Großmühlen (von denen eine heute noch besteht) befanden, die ihre Mahlerzeugnisse fast ausschließlich über den Bahnhof Rosenburg expedierten.
1912 kam es im Bahnhof Rosenburg zu einem Zugunglück, bei dem acht Waggons aus den Schienen sprangen. Nachdem Ende der 1980er Jahre der Güterumschlag auf dem Bahnhof eingestellt worden war, wurden 1992 die auf dem Bahnhofsgelände befindlichen Güterabfertigungsgebäude abgebrochen, das Bahnhofsgebäude selbst jedoch umfassend renoviert. Heute befindet es sich unter Denkmalschutz (Listeneintrag). Der Bahnhof Rosenburg wird seit 2024 von stündlich verkehrenden Regionalzügen der ÖBB bedient.

## Linien im Verkehrsverbund Ost-Region
R Regional- und Regionalexpresszüge nach Hadersdorf am Kamp, Horn, Krems an der Donau, St. Pölten Hbf und Sigmundsherberg
895 Buslinie Horn – Rosenburg – Gars am Kamp – St. Leonhard am Hornerwald